# Henry Hub
De Henry Hub is een belangrijk distributiepunt van aardgas in Erath, in de Amerikaanse staat Louisiana. Hier komen diverse aardgaspijplijnen bijeen. Het gas wordt aangevoerd vanuit de belangrijke productie regio’s zoals Texas en Louisiana en afgevoerd naar de belangrijkste consumptiecentra van het land. De Henry Hub kwam in 1988 in gebruik als knooppunt. 

## Derivaten op gas
Vanwege dit logistieke knooppunt wordt de prijs van aardgas in de Verenigde Staten hierop gebaseerd. Vanaf 1990 worden er financiële derivaten op basis van aardgas van de Henry Hub verhandeld. Deze derivaten worden verhandeld op de belangrijkste Amerikaanse grondstoffenbeurzen, de New York Mercantile Exchange (NYMEX) en de IntercontinentalExchange (ICE). De NYMEX is de grootste en heeft een aandeel van ongeveer 70% in de handel van alle financiële gascontracten.

## Prijsontwikkeling
De prijs voor het aardgas wordt uitgedrukt in Amerikaanse dollars per miljoen British thermal unit of US$/MMBtu.
De prijs van aardgas op de Henry Hub is sinds 2009 fors gedaald door de sterke opkomst van schaliegas. In Europa speelt schaliegas geen rol en zijn de gasprijzen hoog gebleven. De Amerikaanse industrie, vooral dat deel dat veel aardgas gebruikt, heeft daarmee een belangrijk concurrentievoordeel gekregen. Vooral de chemische industrie profiteert hiervan.
| Jaar | Henry Hub | Gemiddelde Duitse invoerpijs | Verschil VS-Duitsland |
| ---- | --------- | ---------------------------- | --------------------- |
| 1989 | 1,70      | 2,00                         | -0,30                 |
| 1990 | 1,64      | 2,78                         | -1,14                 |
| 1995 | 1,69      | 2,39                         | -0,70                 |
| 2000 | 4,23      | 2,89                         | 1,34                  |
| 2005 | 8,79      | 5,88                         | 2,91                  |
| 2006 | 6,76      | 7,85                         | -1,09                 |
| 2007 | 6,95      | 8,03                         | -1,08                 |
| 2008 | 8,85      | 11,56                        | -2,71                 |
| 2009 | 3,89      | 8,52                         | -4,63                 |
| 2010 | 4,39      | 8,01                         | -3,62                 |
| 2011 | 4,01      | 10,49                        | -6,48                 |
| 2012 | 2,76      | 10,93                        | -8,17                 |
| 2013 | 3,71      | 10,73                        | -7,02                 |
| 2014 | 4,35      | 9,11                         | -4,76                 |
| 2015 | 2,60      | 6,72                         | -4,12                 |
| 2016 | 2,46      | 4,93                         | -2,47                 |
| 2017 | 2,96      | 5,62                         | -2,66                 |
| 2018 | 3,13      | 6,62                         | -3,49                 |
| 2019 | 2,53      | 5,25                         | -2,72                 |
| 2020 | 1,99      | 4,06                         | -2,07                 |